# Catedral de Kalmar

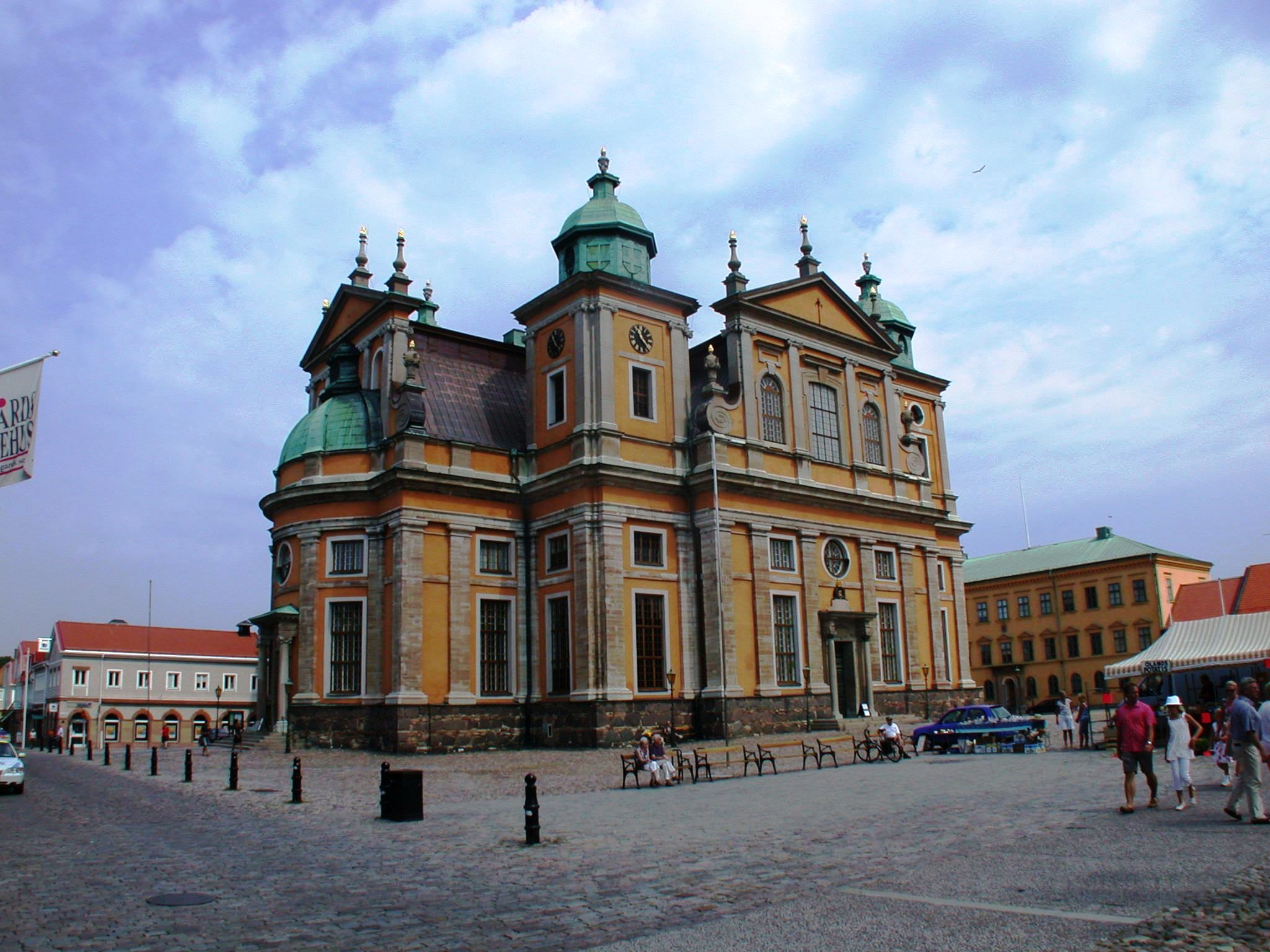
Vista de la catedral

La catedral de Kalmar (en sueco: Kalmar domkyrka) es un templo de la Iglesia de Suecia. Conserva formalmente su rango de catedral, aunque desde 1915 no es sede episcopal, al integrarse la antigua diócesis de Kalmar en la de Växjö.
La catedral formó parte de la reconstrucción de la ciudad de Kalmar de acuerdo a los preceptos del Renacimiento, tras la destrucción de la ciudad vieja por un incendio en 1640. La catedral fue levantada en la plaza mayor, enfrente del ayuntamiento. Las obras dieron inicio en 1660 y terminaron en 1703. Sin embargo, había sido consagrada en 1682.
El arquitecto fue Nicodemus Tessin el Viejo, uno de los más destacados arquitectos suecos de la época, quien se inspiró en iglesias de Roma, en especial de la iglesia del Gesù.
Actualmente la catedral de Kalmar es una de las principales iglesias barrocas suecas y uno de los pocos templos de la Era del Gran Poder que han permanecido casi intactos.
La catedral tiene planta de cruz con cuatro fachadas-pantalla y cuatro torres.
En su inventario destaca el altar barroco de Nicodemus Tessin, de 1704.